# 빅토르 이바르보
세군도 빅토르 이바르보 게레로(스페인어: Segundo Víctor Ibarbo Guerrero, 1990년 5월 19일 ~ )는 콜롬비아의 축구 선수로 현재 J2리그의 V-파렌 나가사키에서 뛰고 있다.